# Metachromadora papillata
Metachromadora papillata är en rundmaskart som beskrevs av Stekhoven 1950. Metachromadora papillata ingår i släktet Metachromadora och familjen Desmodoridae. Inga underarter finns listade i Catalogue of Life.